# Aleksandrs Fertovs
Aleksandrs Fertovs (* 16. Juni 1987 in Riga) ist ein ehemaliger lettischer Fußballspieler. Der Mittelfeldspieler spielt in seiner aktiven Karriere in Lettland, der Ukraine und Polen sowie für die lettische Nationalmannschaft.

## Karriere
Aleksandrs Fertovs begann seine Karriere in seiner Heimatstadt Riga in der Jugendabteilung von Skonto Riga dem JFC Skonto, der ab dem Jahr 2005 den Namen Olimps Riga übernahm. Bei Olimps spielte dieser in der Spielzeit 2008 seine erste Saison als Profi, nachdem er nur ein Spiel mit Skonto bestritten hatte. Zu Beginn der Saison 2009 wechselte Fertovs zurück zu Skonto Riga. Bei Skonto ist der großgewachsene Mittelfeldakteur Stammspieler. Mit dem lettischen Rekordmeister konnte er sich den Meistertitel 2010 sichern.
Für die Lettische Fußballauswahl gab Fertovs sein Debüt in der A-Elf gegen Honduras im November 2009, als er in der 80. Spielminute für Genādijs Soloņicins eingewechselt wurde. Das wurde mit 1:2 verloren und war außerdem das Rekordspiel von Vitālijs Astafjevs als lettischer Nationalspieler.

## Erfolge
- Lettischer Meister: 2010
- Baltic League: 2010/11